# Hillion
Hillion (tiếng Breton: Hilion, Gallo: Hilion) là một xã của tỉnh Côtes-d'Armor, thuộc vùng Bretagne, tây bắc Pháp.

## Dân số
Người dân ở Hillion được gọi là Hillionnais.